# Santa Cruz (Califòrnia)
|  | Per a altres significats, vegeu «Comtat de Santa Cruz (Califòrnia)». |

Santa Cruz és la capital i, amb 56.124 habitants, la ciutat més gran del comtat de Santa Cruz, a l'estat de Califòrnia (Estats Units). És a l'extrem nord de la badia de Monterrey, a uns 115 quilòmetres al sud de San Francisco.
El terreny que ocupa Santa Cruz en l'actualitat va ser un assentament indi durant l'era precolombina. A finals del s. XVIII, Santa Cruz es va convertir en un dels primers assentaments espanyols a la zona de l'Alta Califòrnia, amb una missió religiosa que encara avui en dia es manté. A finals del s. XIX, quan Califòrnia ja formava part dels Estats Units, Santa Cruz es va convertir en una zona residencial i turística amb una gran popularitat per les seves platges idíl·liques i els seus boscos de sequoies. Actualment, Santa Cruz és una ciudad coneguda arreu dels Estats Units pel seu clima moderat, la seva bellesa natural, les seves comunitats amb estils de vida alternatius, i les tendències polítiques liberals dels seus habitants. També compta amb un dels campus de la Universitat de Califòrnia, cosa que la converteix en un destí per milers d'estudiants i investigadors d'arreu del món.

## Història
Abans de l'arribada dels colonitzadors europeus al s. XVIII, la zona de Santa Cruz era habitada pels Ohlone, una tribu nòmada d'indis americans. El 1769, l'explorador català Gaspar de Portolà estava viatjant cap a Monterrey, però va recalar accidentalment al costat oposat de la badia. De Portolà va batejar el riu local amb el nom de San Lorenzo (en honor del sant), i als turons del voltant com Santa Cruz. El 1791, el pare Fermín Lasuén va establir la Missión de la Exaltación de la Santa Cruz, que tenia com a objectiu la conversió al catolicisme de les tribus índies locals (els awaswes i els ohlone). Santa Cruz fou la dotzena missió religiosa a fundar-se a Califòrnia. L'abril de 1796, i per ordre del virrei de Nueva España Miguel de la Grúa Talamanca y Branciforte, el capità Pere d'Alberní i la seva Companyia Franca de Voluntaris de Catalunya (una unitat irregular de 72 soldats al servei de la corona espanyola) es van traslladar a Califòrnia per a fer-se càrrec dels quarters militars espanyols a Monterrey, Santa Bàrbara, San Diego i San Francisco. La part que actualment és la zona est de Santa Cruz, Alberní va fundar la ciutat de Villa Branciforte, en honor del virrei. Uns anys més tard, Villa Branciforte i la Missió de Santa Cruz es va unificar i van passar a formar l'actual Santa Cruz.
A la dècada de 1820, el govern mexicà (recentment independitzat d'Espanya) va assumir el control de la zona. Durant els 20 anys posteriors, Santa Cruz fou un centre important d'immigració des d'altres zones de Nord-amèrica. El 1848, i a conseqüència de la guerra entre Mèxic i els Estats Units, es va firmar el Tractat de Guadalupe Hidalgo, que atorgava la sobirania de Califòrnia al govern estatunidenc. Califòrnia finalment es va convertir en un estat dels Estats Units el 1850.

## Activisme social i polític a l'era moderna
Santa Cruz ha sigut tradicionalment un dels focus d'activisme liberal als Estats Units, com demostra el fet que, el 1992, es va convertir en una de les primeres ciutats a aprovar, gairebé per unanimitat, l'ús clínic de la marihuana, i en assistir activament els pacients que necessiten fer-ne ús. El 2006, els votants van aprovar la Mesura K, per la qual el departament de policia local tractava l'ús de marihuana com un assumpte de prioritat mínima. Santa Cruz també compta amb una comunitat de soldats llicenciats activistes. El grup coordinador d'aquests soldats, en col·laboració amb els ciutadans, patrocina una sèrie d'activitats encaminades a facilitar la reincorporació dels soldats a la vida civil, i també promou actes pacifistes i contra la guerra arreu dels Estats Units. El Centre de Recursos per a la No-Violència, fundat el 1976, és una de les organitzacions no governamentals més antigues del país i promou l'activisme polític i social en tot el comtat de Santa Cruz. El seu objectiu és "la promoció dels principis del canvi social no-violent i la millora de la qualitat de vida i de la dignitat humana". El 1998, Santa Cruz es va autodeclarar zona lliure de substàncies radioactives, i el 2003, el comtat de Santa Cruz es va convertir en el primer òrgan governamental dels Estats Units en denunciar la declaració de guerra a Iraq. El comtat també ha proclamat la seva oposició a la Patriot Act, la qual restringeix certs drets civils dels ciutadans estatunidencs.

## Clima
Santa Cruz gaudeix d'un clima mediterrani moderat durant tot l'any, amb hiverns frescos i plujosos i estius secs i càlids. Degut a la seva situació a la badia de Monterrey, és normal la boira durant la nit i a primera hora del matí, especialment a l'estiu.